# Вайнінген (Цюрих)
Вайнінген (нім. Weiningen ZH) — громада  в Швейцарії в кантоні Цюрих, округ Дітікон.

## Географія
Громада розташована на відстані близько 95 км на північний схід від Берна, 10 км на північний захід від Цюриха.
Вайнінген має площу 5,4 км², з яких на 29% дозволяється будівництво (житлове та будівництво доріг), 31,8% використовуються в сільськогосподарських цілях, 38,3% зайнято лісами, 0,9% не є продуктивними (річки, льодовики або гори).

## Демографія
2019 року в громаді мешкало 4813 осіб (+13,3% порівняно з 2010 роком), іноземців було 29,1%. Густота населення становила 895 осіб/км².
За віковим діапазоном населення розподілялося таким чином: 20,8% — особи молодші 20 років, 62,9% — особи у віці 20—64 років, 16,3% — особи у віці 65 років та старші. Було 2046 помешкань (у середньому 2,3 особи в помешканні).
Із загальної кількості 2177 працюючих 41 був зайнятий в первинному секторі, 403 — в обробній промисловості, 1733 — в галузі послуг.